# Verdrag van Parijs (1657)
Het Verdrag van Parijs werd getekend op 23 maart 1657 tussen het Engelse Gemenebest en koning Lodewijk XIV van Frankrijk. Het verdrag vond plaats gedurende de Frans-Spaanse Oorlog (1635-1659) en de Engels-Spaanse Oorlog (1654-1660). Frankrijk en Engeland vochten beide tegen het Spaanse Rijk van Filips II.

## Wat vooraf ging
In 1651 was de toekomstige koning Karel II van Engeland gevlucht naar Frankrijk. Oliver Cromwell tekende met Lodewijk XIV het Verdrag van Westminster in 1655 met de vraag tot uitlevering van Karel II. Karel II vluchtte naar het Spaanse kamp en tekende het Verdrag van Brussel (1656). Met het akkoord van Parijs bundelden de twee landen samen tegen het Spaanse Rijk.

## Inhoud
Samen zouden ze de Vlaamse kuststeden veroveren, Duinkerke, Grevelingen en Mardijk. Na de verovering kwamen de steden Duinkerke en Mardijk toe aan de Engelsen, Grevelingen aan Frankrijk.

## Vervolg
Het jaar erop vond de Slag bij Duinkerke (1658) plaats.